# 구례 사도리 삼층석탑
구례 사도리 삼층석탑(求禮 沙圖里 三層石塔)은 대한민국 전라남도 구례군 마산면에 있는 삼층석탑이다. 1972년 1월 29일 전라남도의 유형문화재 제12호로 지정되었다.

## 개요
1층 기단(基壇) 위에 3층의 탑신(塔身)을 올려 놓은 석탑이다.
밑돌 ·가운데돌 ·맨윗돌을 쌓아 3단으로 마련한 기단은 아무런 조각을 하지 않았다. 탑신부는 몸돌과 지붕돌을 각각 하나씩의 돌로 쌓아 올렸으며, 역시 별다른 장식은 없다. 두터워 보이는 지붕돌은 밑면이 두꺼운 원형을 이루어 받침을 대신하고 있고, 네 귀퉁이는 위로 들려있다. 3층 지붕돌 위로는 노반(露盤:머리장식 받침)으로 보이는 네모난 돌이 놓여있다.
꾸밈이 없어 전체적으로 간결해 보이며, 지붕돌이 두텁고, 네 귀퉁이가 날카롭게 들려있어 고려시대에 세운 것으로 보인다.

## 같이 보기
- 삼층석탑

## 참고 자료
- 구례사도리삼층석탑 - 국가유산청 국가유산포털